# The Amazing Dobermans
The Amazing Dobermans (em português: Os Incríveis Dobermans) é uma produção cinematográfica americana de 1976 dirigida por Byron Ross Chudnow. É o último filme da trilogia iniciada com The Doberman Gang (1972) e The Daring Dobermans (1973), todas do mesmo diretor.

## Sinopse
Aventura policial humorística, não exibida nos cinemas brasileiros. O ex-convicto Daniel Hughes (Astaire) possui cinco cães dobermans bem treinados e decide colaborar com o agente do tesouro Lucky Vincent (Franciscus). Os dobermans ajudam-no a desbaratar a rede de extorsão controlada pelo criminoso Solly Kramer (Carter) e sua quadrilha. Eden interpreta Justine Pirot, estrela de circo por quem Vincent se apaixona.

## Elenco
- James Franciscus - Lucky Vincent
- Barbara Eden - Justine Pirot
- Fred Astaire - Daniel Hughes
- Jack Carter - Solly
- Billy Barty - Samson